# Listarji
Listarji (znanstveno ime Agaricales) je družina gliv iz razreda listaric (Agaricomycetes). Prvotno je red vseboval vse glive z lističasto trosovnico, vendar so poznejše raziskave pokazale, da niso vse tesno povezane in da nekatere spadajo v druge redove, kot so na primer golobičarji (Russulales). Nasprotno pa je raziskava DNK pokazala, da so med sorodniki tudi številne glive, ki nimajo lističev, kot na primer kijevke (Clavaria) in puharji (Tulostoma). Red vsebuje 46 družin, več kot 600 rodov in več kot 25.000 opisanih vrst, skupaj s šestimi izumrlimi rodovi, znanimi samo iz fosilnih zapisov. 
Vrste segajo od gojenega dvotrosnega kukmaka (Agaricus bisporus) in smrtonosne koničaste mušnice (Amanita virosa) do koralaste rogovilaste grivuše (Clavulinopsis corniculata) in poličaste jetraste cevače (Fistulina hepatica).
Pripadniki reda so vseprisotni in jih najdemo na vseh celinah. Velika večina je kopenskih, v skoraj vseh habitatih od gozdov in travišč do puščav in sipin. Dolgo so mislili, da so izključno kopenske, dokler leta 2005 niso odkrili podvodne črnivke Psathyrella aquatica, edine gobe z lističi, za katero je znano, da raste pod vodo. Vrste so lahko saprotrofne ali ektomikorizne, občasno parazitske na rastlinah ali drugih glivah in včasih celo lihenizirane.